# Dr. Mata
Dr. Mata es una serie de televisión colombiana, dirigida por Sergio Cabrera, producida por RCN Televisión en 2014. Basada en la historia del famoso asesino Nepomuceno Matallana y ambientada en la década de 1940. Contiene elementos de realidad y ficción.
Esta protagonizada antagónicamente por Enrique Carriazo, junto a las actuaciones estelares de Yuri Vargas, Geraldine Zivic, Luis Fernando Hoyos y Nicolás Rincón.

## Sinopsis
Es el final de la Segunda Guerra Mundial. El mundo celebra los juicios de Núremberg y llora la muerte de Manolete. En Argentina Evita se convierte en reina de Los Descamisados, y en Colombia Jorge Eliécer Gaitán demuestra su poder de convocatoria en La marcha de las antorchas. En ese escenario una empleada del servicio golpea las casas señoriales y las puertas de los juzgados en Bogotá, buscando justicia. Señala a Buenaventura Nepomuceno Matallana, poderoso y rico abogado, como el responsable de la desaparición de su patrón. Nadie le cree.
Merceditas Ramos, la empleada,  pone sus escasas pruebas en manos del periodista más famoso de la época, Félix González Robledo, famoso por sus crónicas policiacas. González Robledo une fuerzas con un avezado investigador, Benito Capote y juntos comienzan a examinar las actuaciones del millonario abogado Matallana. Bien pronto Merceditas y sus investigadores se ven sepultados por los indicios… pero no de un asesinato, ni de dos, ni de diez… hay decenas de desaparecidos. No están frente a un asesino corriente sino frente a un asesino serial.
Por cuenta del trío de investigadores, el prestigioso Matallana va a la cárcel con su nombre convertido en un alias: “Doctor Mata”. El hombre jura venganza contra Merceditas y el asesinato de Jorge Eliécer Gaitán le brinda la oportunidad. El Bogotazo abre las puertas de todas las cárceles y Mata ya está entre las calles incendiadas buscando a Mercedes.

## Reparto
- Enrique Carriazo — Buenaventura Nepomuceno Matallana "Doctor Mata"
- Yuri Vargas — Mercedes Ramos "Merceditas"
- Nicolás Rincón — Benito Capote
- Luis Fernando Hoyos — Félix González Robledo
- Yesid García — Fotógrafo "El Cojo"
- Geraldine Zivic — Cecilia "La Mona" Arias
- Margalida Castro — Bertha Montenegro de Matallana
- Jairo Camargo — Alfredo Ferro Villegas
- Florina Lemaitre — Tulia Fernández de Alba de Ferro
- Laura Perico — Elvira Ferro Fernández de Alba de Millán
- Fausto Cabrera — Monseñor
- Rafael Bohórquez — Arsenio Naranjo
- Aída Morales — Micaela de Naranjo
- Sandra Hernández — Lucía Naranjo
- Esmeralda Pinzón — Lorenza López
- Luis Miguel Hurtado — Octavio Perilla
- Julio del Mar — Marco Antonio Perilla
- Humberto Dorado — Juez Genaro Alvarado
- Patricia Grisales — Esperanza de Alvarado
- Pedro Rendón — Federico Alvarado
- César Mora — Pablo Céspedes
- Gerardo Calero — Juez Hermenegildo Gordillo
- Alberto Valdiri — Juez Alejandro Orozco
- Germán Escallón — Cipriano
- Gabriel Dachardi — Eugenio
- Judy Henríquez — Angelines Ramirez
- Juan Diego Sánchez — Arturo Ramírez
- Diego Vélez — Matildo Millán
- Adriana Franco — Begonia de Millán
- Quique Mendoza — Eloy Millán
- Natalia Giraldo — Lilia de Mendoza
- Cristian Duque — Elías Mendoza
- Johnny Acero — Jorge Eliécer Gaitán
- Jorge Herrera — Don Perucho
- Pilar Álvarez — Rosario de Herrera
- Rafael Zea — Hector Herrera "Caja de Oro"
- Santiago Moure — Gavilán
- Alexander Garibello — Marcial Segura
- Fabio Galindo — Isaías Ríos
- Javier Delgiudice — Sandro Piscioti
- Maia Landaburu — Susana de Pisciotti
- Jaime Barbini — Sr. Caro (director periódico El Observador)
- Fernando Lara
- David Noreña
- Pedro Rendón

## Ficha Técnica
- Director de fotografía — Jovanny Puertas

## Premios y nominaciones

### Premios India Catalina
| Año  | Categoría                              | Nominado                                                   | Resultado |
| ---- | -------------------------------------- | ---------------------------------------------------------- | --------- |
| 2015 | Mejor telenovela                       | Mejor telenovela                                           | Nominada  |
| 2015 | Mejor director de telenovela           | Sergio Cabrera                                             | Ganador   |
| 2015 | Mejor actor protagónico de telenovela  | Enrique Carriazo                                           | Ganador   |
| 2015 | Mejor actriz protagónica de telenovela | Yuri Vargas                                                | Nominada  |
| 2015 | Mejor actor antagónico de telenovela   | Luis Fernando Hoyos                                        | Nominado  |
| 2015 | Mejor actriz antagónica de telenovela  | Geraldine Zivic                                            | Nominada  |
| 2015 | Mejor actor de reparto de telenovela   | Alberto Valdiri                                            | Ganador   |
| 2015 | Mejor actor de reparto de telenovela   | César Mora                                                 | Nominado  |
| 2015 | Mejor actriz de reparto de telenovela  | Sandra Hernández                                           | Nominada  |
| 2015 | Mejor actriz de reparto de telenovela  | Margalida Castro                                           | Nominada  |
| 2015 | Mejor libreto de telenovela            | Nubia Barreto y Verner Duarte                              | Ganadores |
| 2015 | Mejor música original                  | Germán Arrieta, Gonzalo Garzaminaga y Ricardo Ortiz Duarte | Nominados |
| 2015 | Mejor arte de telenovela               | Lotti Haeger y Sofía Morales                               | Ganadores |
| 2015 | Mejor actriz edición de telenovela     | Diego Narciso                                              | Nominado  |
| 2015 | Mejor fotografía de telenovela         | Jovany Puertas                                             | Nominado  |

### Premios TVyNovelas
| Año  | Categoría                              | Nominado         | Resultado |
| ---- | -------------------------------------- | ---------------- | --------- |
| 2015 | Mejor telenovela                       | Mejor telenovela | Nominada  |
| 2015 | Mejor director de telenovela           | Sergio Cabrera   | Nominado  |
| 2015 | Mejor actor protagónico de telenovela  | Enrique Carriazo | Nominado  |
| 2015 | Mejor actriz protagónica de telenovela | Yuri Vargas      | Nominada  |